# 川口由貴絵
川口 由貴絵（かわぐち ゆきえ、1978年8月29日 - ）は、日本のフリーアナウンサー、ナレーター。

## 来歴
北海道札幌市出身。早稲田大学商学部卒業。
2000年から3年間NHK室蘭放送局の契約キャスター・リポーターを務めた後、2003年に放送大学学園放送部のアナウンサーとなる。
2008年に放送大学学園を退職し、フリーに転向。イーグル・ベイと業務提携をしている。

## 人物
既婚者で2児の母。保育士の資格を有する。特技はバレーボール。趣味は歴史めぐり、釣り、歌舞伎・映画鑑賞、ドライブ。長男と長女がいる。
2020年よりFMえどがわ　「季節は彩りの中で」レギュラーDJ(木曜日)。
2022年より株式会社ハヤブサ　アンバサダー　隼華プロジェクトメンバー。

## 担当番組
- いぶりDAYひだか（NHK室蘭放送局）
- NHKニュースおはよう北海道（NHK札幌放送局）
- ほくほくテレビ（NHK札幌放送局）
- ほっからんど212 （NHK札幌放送局）
- 大学の窓（2003年 - 2008年、放送大学）
- Good Time （2008年 - 2010年、FM Salus） - パーソナリティ
- アフタヌーン・パラダイス（2014年 - 2015年、エフエム世田谷/ミュージックバード） - アシスタント
- 権力の館を考える（2016年、放送大学） - 司会
- はぴまり〜Happy Marriage!?〜（2016年、Amazonプライム・ビデオ） - episode 9：司会者 役、メイキング オブ はぴまり：ナレーター
- 人口減少社会の構想（2017年、放送大学） - 司会
- 教育社会学概論（2019年、放送大学） - 聞き手
- 季節は彩りの中で（2020年〜、FMえどがわ）- パーソナリティ